# Buttersäuremethylester
Buttersäuremethylester (Methylbutyrat, Methylbutanoat), CH3CH2CH2COOCH3, ist ein Ester mit Fruchtgeruch, der an Apfel oder Ananas erinnert. 

## Vorkommen

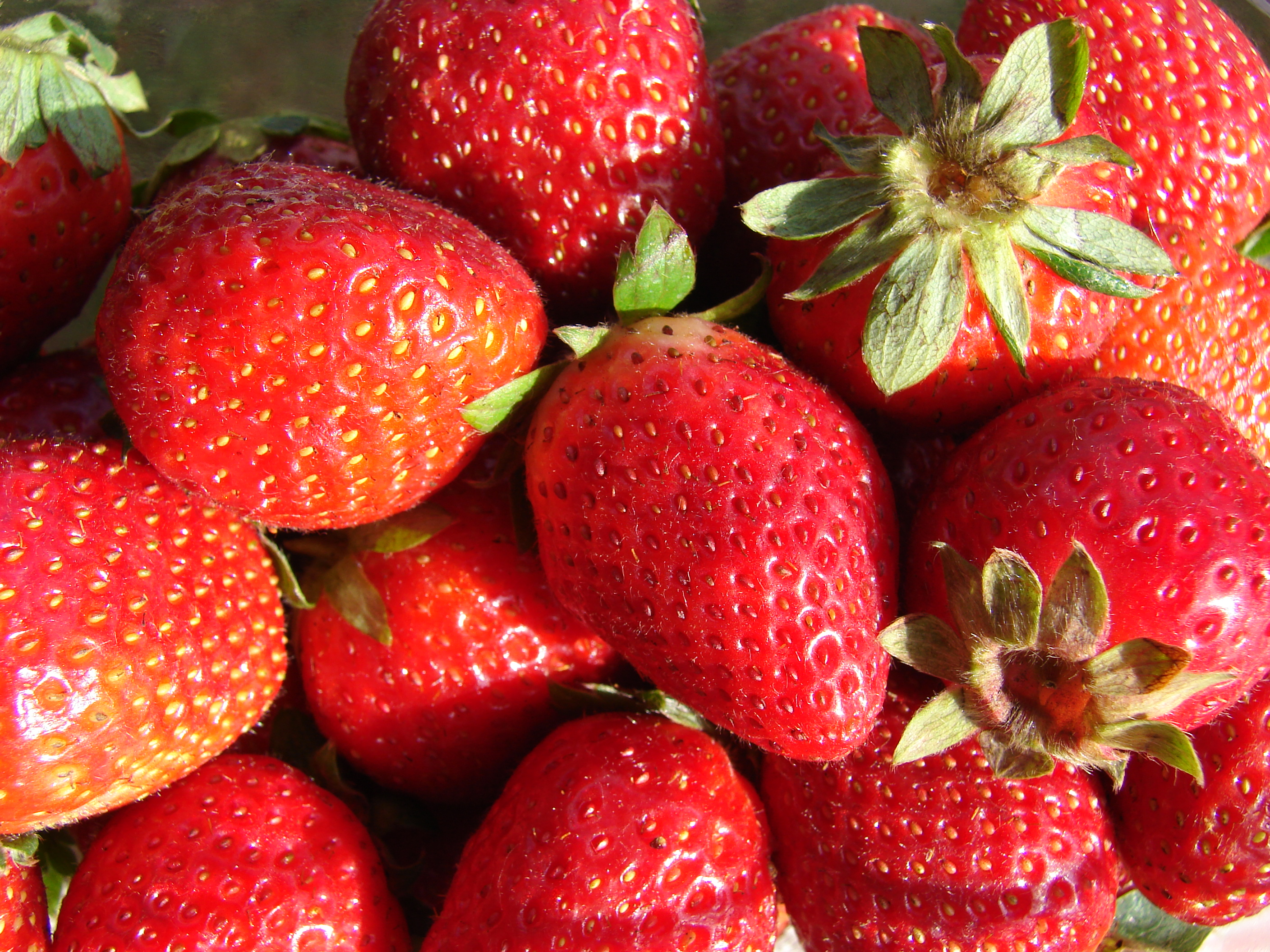
Erdbeeren

In der Natur findet man Buttersäuremethylester beispielsweise in Bananen und Erdbeeren.

## Gewinnung und Darstellung
Buttersäuremethylester wird durch eine säurekatalysierte Reaktion von Methanol mit Buttersäure (Butansäure) gewonnen.

## Eigenschaften
Buttersäuremethylester ist eine farblose Flüssigkeit, die bei Normaldruck bei 102 °C siedet. Die molare Verdampfungsenthalpie unter Normalbedingungen beträgt 39,3 kJ·mol−1, die am Siedepunkt 33,79 kJ·mol−1.  Die Dampfdruckfunktion ergibt sich nach Antoine entsprechend log10(P) = A−(B/(T+C)) (P in bar, T in K) unterhalb des Normaldrucksiedepunkts mit A = 4,58499, B = 1528,058 und C = −41,606 im Temperaturbereich von 246 K bis 375 K und oberhalb des Normaldrucksiedepunkts mit A = 4,72086, B = 1758,314 und C = −2,421 im Temperaturbereich von 375 K bis 545 K.
Die Verbindung bildet oberhalb des Flammpunktes entzündliche Dampf-Luft-Gemische. Sie hat einen Flammpunkt bei 14 °C. Die untere Explosionsgrenze (UEG) liegt bei 1,6 Vol.-% (67 g·m−3).

## Verwendung
Buttersäuremethylester wird in Parfums und als Geruchsstoff verwendet. In der EU ist es unter der FL-Nummer 09.038 als Aromastoff für Lebensmittel zugelassen. Der Ester wurde als Modellsubstanz für die Untersuchung von Biodiesel verwendet, erwies sich jedoch als nicht geeignet.